# Резолюция 164 на Съвета за сигурност на ООН
Резолюция 164 на Съвета за сигурност на ООН е приета на 22 юли 1961 г. по повод жалбата на Тунис срещу военна агресия от страна на Франция, чиито военноморски и военновъздушни сили обстрелват град Бизерта. Резолюцията призовава за незабавно прекратяване на огъня и оттегляне на войските до първоначалните им позиции.
Резолюция 164 е приета на извънредно заседание на Съвета за сигурност, свикано от председателя на Съвета, след като на 20 юли 1961 последният получава телеграма от министъра на външните работи на Тунис, настояваща за свикване на извънредно заседание на Съвета за сигурност, на което да бъде разгледана жалбата на страната му срещу Франция, във връзка с военния десант на френски части в Бизерта и обстрелването на града от френските военновъздушни и военноморски сили, извършено на 19 срещу 20 юли. В телеграмата си външният министър на Тунис заявява, че действията на Франция представляват недопустим акт на агресия, явяващ се посегателство срещу суверенитета и сигурността на Тунис, и заплаха за международния мир и сигурност, която изисква незабавни мерки от страна на Съвета.
На свиканото за целта извънредно заседание на Съвета за сигурност поканеният представител на Тунис обвинява френските власти, че се опитват да окупират града, в който се намира френската военноморска база. В отговор представителят на Франция заявява, че страната му не възнамерява да окупира територии на Тунис, а единствената ѝ цел е да защити френската военноморска база и достъпа до нея.
В крайна сметка Съветът за сигурност гласува проекта за резолюция по въпроса, изготвен от делегатите на Либерия и Обединената арабска република. Резолюцията е приета с гласовете на 10 от членовете на съвета, като представителя на Франция решава да не гласува.